# Jozef Medovič
Jozef Medovič (28. února 1928 – 5. srpna 1969) byl slovenský házenkářský a fotbalový brankář. Je pohřben v Trnavě.
Věnoval se také boxu. V Trnavě byl znám i jako plavčík a správce místního koupaliště.

## Házená
Původně hrál tzv. velkou házenou o 11 hráčích. V roce 1950 se jako brankář probojoval do československé reprezentace a roku 1956 získal se Spartakem Trnava vůbec poslední titul mistra Československa v tomto sportu – od roku 1957 se přešlo na házenou se sedmi hráči.

## Fotbal
V československé lize chytal za Spartak Trnava ve dvou utkáních (15.04.1956–30.04.1956). Byl náhradníkem legendárního Capana – Imricha Stacha.

### Prvoligová bilance
| Ročník             | Zápasy | Góly | Minuty | Nuly | Klub              |
| ------------------ | ------ | ---- | ------ | ---- | ----------------- |
| I. liga 1956       | 2      | 0    | 180    | 0    | TJ Spartak Trnava |
| CELKEM I. ČS. LIGA | 2      | 0    | 180    | 0    |                   |